# Хрубов
Хрубов (слч. Hrubov) насељено је мјесто са административним статусом сеоске општине (слч. obec) у округу Хумење, у Прешовском крају, Словачка Република.

## Становништво
| Година:    | 1994. | 2004.   | 2014.   | 2024.   |
| ---------- | ----- | ------- | ------- | ------- |
| Број људи: | 568   | 534     | 492     | 464     |
| Разлика:   |       | -5,98 % | -7,86 % | -5,69 % |

| Година:    | 2023. | 2024.   |
| ---------- | ----- | ------- |
| Број људи: | 467   | 464     |
| Разлика:   |       | -0,64 % |

Према подацима о броју становника из 2024. године насеље је имало 464 становника.